# Джонсон-Сіті (Орегон)
Джонсон-Сіті (англ. Johnson City) — місто (англ. city) в США, в окрузі Клакамас штату Орегон. Населення — 539 осіб (2020).

## Географія
Джонсон-Сіті розташований за координатами 45°24′16″ пн. ш. 122°34′44″ зх. д. / 45.40444° пн. ш. 122.57889° зх. д. (45.404580, -122.578817).  За даними Бюро перепису населення США в 2010 році місто мало площу 0,19 км², з яких 0,18 км² — суходіл та 0,01 км² — водойми.

## Демографія
Згідно з переписом 2010 року, у місті мешкало 566 осіб у 268 домогосподарствах у складі 141 родини. Густота населення становила 2958 осіб/км².  Було 278 помешкань (1453/км²).
Расовий склад населення:
| - 84,3 % — білих - 1,9 % — азіатів - 1,4 % — корінних американців - 0,4 % — чорних або афроамериканців - 7,4 % — осіб інших рас |

До двох чи більше рас належало 4,6 %. Частка іспаномовних становила 15,4 % від усіх жителів.
За віковим діапазоном населення розподілялося таким чином: 18,7 % — особи молодші 18 років, 62,7 % — особи у віці 18—64 років, 18,6 % — особи у віці 65 років та старші. Медіана віку мешканця становила 47,1 року. На 100 осіб жіночої статі у місті припадало 95,2 чоловіків;  на 100 жінок у віці від 18 років та старших — 90,1 чоловіків також старших 18 років.
Середній дохід на одне домашнє господарство  становив 36 843 долари США (медіана — 31 875), а середній дохід на одну сім'ю — 44 569 доларів (медіана — 40 500). Медіана доходів становила 41 250 доларів для чоловіків та 26 406 доларів для жінок. За межею бідності перебувало 16,3 % осіб, у тому числі 28,2 % дітей у віці до 18 років та 10,1 % осіб у віці 65 років та старших.
Цивільне працевлаштоване населення становило 261 осіб. Основні галузі зайнятості: роздрібна торгівля — 24,9 %, виробництво — 16,1 %, науковці, спеціалісти, менеджери — 11,1 %, освіта, охорона здоров'я та соціальна допомога — 10,3 %.